# 16 жовтня
16 жовтня — 289-й день року (290-й у високосні роки) за григоріанським календарем. До кінця року залишається 76 днів.

## Свята і пам'ятні дні

### Міжнародні
- Всесвітній день здорового харчування.
- Всесвітній день хребта.
- ООН: Міжнародний день продовольства (ООН).
- ООН: Всесвітній день анестезіолога. У 1846 році в Бостоні стоматолог Томас Мортон перший успішно продемонстрував операцію під ефірним наркозом.
- День алерголога.

### Національні
- США: День Боса. Присилають шефу валентинки, в яких розповідають про дійсні відчуття до високого керівництва. Святкується в США з 1958
- Болівія: День інженера.
- Болгарія: День ВПС
- Чилі: День вчителя
- Польща: День папи Іоанна Павла II
- Вірменія: День преси.
- Франція: День читання.
- США: Національний день лікеру.

### Релігійні
- Галл з Гібернії (католицтво)
- Герард Маеля (католицтво)
- Ядвіга Сілезька (католицтво)
- Маргарита Марія Алякок (католицтво)

Православ'я:
- Мч. Лонгина, сотника, що при Хресті Господньому.
- Прп. Лонгина, воротаря Києво-Печерського, в Дальніх печерах.

### Іменини
✙ Православні: Лонгин.
✝  Католицькі: Герард, Ядвіга, Лулл, Маргарита.

## Події
- 1596 — почався Берестейський церковний собор (за новим стилем).
- 1793 — страта Марії-Антуанетти «вдови Капет», королеви Франції, дружини Людовика XVI і матері Людовика XVII.
- 1813 — почалася «Битва народів» (тривала до 19 жовтня), в якій брали участь війська Французької імперії, Рейнського союзу, Варшавського герцогства, Австрійської імперії, Королівства Пруссія, Російської імперії і Швеції; закінчилася нищівною поразкою армії Наполеона і його першим зреченням від престолу.
- 1843 — ірландський математик Вільям Ровен Гамільтон відкрив формулу множення кватерніонів.
- 1853 — почалася Кримська війна (1853–1856) між Російською імперією та коаліцією Великої Британії, Французької імперії, Османської імперії, Сардинського королівства за панування над Східним Середземномор'ям.
- 1918 — на з'їзді Вільного козацтва у Чигирині делегати від 5 українських губерній і Кубані обрали отаманом Вільного козацтва Гетьмана України Павла Скоропадського. Цього ж дня він видав указ про відродження козацтва, в яке було записано близько 150 тисяч сімей.
- 1941 — загальна паніка та безвладдя в Москві, масова втеча радянської партноменклатури та чиновництва із столиці на Схід протягом кількох днів у зв'язку з розвалом оборони Червоної Армії, наближенням вермахту до Москви та «цілком таємною» постановою Сталіна від 15.10.1941 «Об эвакуации столицы СССР».
- 1946 — за вироком Нюрнберзького трибуналу у Нюрнберзькій в'язниці страчені нацистські злочинці (Йоахім фон Ріббентроп, Вільгельм Кейтель, Ернст Кальтенбруннер, Альфред Розенберг, Ганс Франк, Вільгельм Фрік, Юліус Штрайхер, Фріц Заукель, Альфред Йодль і Артур Зейсс-Інкварт).
- 1963 — Вперше запущено в космос триступінчатий носій ракети «Восток», за допомогою якого на орбіту виводилися багатомісні космічні кораблі «Восток».
- 1964 — Китайська Народна Республіка провела перше випробування ядерної зброї.
- 1968 — Між урядами СРСР і ЧССР був підписаний договір про умови тимчасового перебування радянських військ на території Чехословацької Соціалістичної Республіки.
- 1978 — Іван Павло II (до інтронізації — Кароль Юзеф Войтила) став 264-им Папою римським і першим неіталійцем на папському престолі з 1523, одним з наймолодших понтифіків в історії і першим папою слов'янського походження.
- 1987 — У Львові створено Товариство Лева.
- 2005 — У Сан Луїсі (Аргентина) завершився Чемпіонат світу з шахів ФІДЕ. За результатами чемпіонату чемпіоном світу з шахів став болгарський гросмейстер Веселін Топалов.

## Народились
Дивись також Категорія:Народились 16 жовтня
- 1620 — П'єр Пюже, французький живописець, скульптор, архітектор і інженер. Дядько і вчитель скульптора Кристофа Вейр'є.
- 1801 — Йосип Єлачич, австрійський полководець хорватського походження, бан Хорватії (1848—1859). Скасував у Хорватії кріпацтво.
- 1827 — Арнольд Беклін, швейцарський живописець, представник символізму.
- 1837 — Олександр Митрак, український письменник, фольклорист і етнограф.
- 1854 — Оскар Вайлд, ірландський поет, драматург.
- 1854 — Карл Каутський, німецький економіст, історик і публіцист, один з лідерів і теоретиків німецької соціал-демократії.
- 1874 — Отто Мюллер, видатний представник німецького експресіонізму, член артгурту «Міст».
- 1886 — Давид Бен-Гуріон, один з лідерів сіоністського руху і творців сучасного Ізраїлю. Перший і третій прем'єр-міністр Ізраїлю.
- 1888 — Юджин Гладстоун О'Ніл, американський драматург, лауреат Нобелівської премії з літератури за 1936 рік.
- 1890 — Пол Стренд, американський фотограф, оператор, режисер, один зі сподвижників фотографії як мистецтва.
- 1890 — Майкл Шон О'Ко́лен, ірландський військовий, державний і політичний діяч, лідер ірландського національно-визвольного руху.
- 1894 — Моше Шарет, другий прем'єр-міністр Ізраїлю в 1954–1955, між каденціями Давида Бен-Гуріона.
- 1906 — Діно Буццаті, італійський письменник.
- 1907 — Петро Григоренко, український і радянський військовий діяч, дисидент, генерал, правозахисник.
- 1910 — Олександр Луцький, воєначальник УПА, командир УНС (07.1943 — 11.1943), УПА-Захід (11.1943 — 26.01.1944), УПА-Захід-Карпати (08.1944 — 09.1944).
- 1918 — Олександр Підсуха, український поет.
- 1927 — Гюнтер Грасс, німецький письменник, скульптор, художник, графік, лауреат Нобелівської премії з літератури 1999 року.

## Померли
Дивись також Категорія:Померли 16 жовтня
- 1523 — Лука Сіньйореллі, італійський художник раннього Відродження.
- 1553 — Лукас Кранах старший, німецький художник епохи Відродження, батько Ганса Кранаха і Лукаса Кранаха молодшого.
- 1793 — Марія-Антуанетта, королева Франції, дружина Людовика XVI і мати Людовика XVII (страчена).
- 1810 — Рабі Нахман, брацлавський цадик, один із духовних лідерів хасидів.
- 1855 — Тимофій Грановський, російський історик і громадський діяч українського походження.
- 1903 — Михайло Косач, письменник, перекладач, брат Лесі Українки.
- 1936 — Тимофій Бордуляк, український письменник (*1863).
- 1946 — Йоахім фон Ріббентроп, міністр закордонних справ Німеччини (1938–1945; *1893).
- 1947 — Баалис Сруоага, литовський письменник, критик, літературознавець (*1896).
- 1966 — Кирило Синельников, український фізик-експериментатор. Під керівництвом К. Синельникова в 1932 році вперше в СРСР в харковському УФТІ було здійснено розщеплення атома (10.10.1932). Заклав основи розвитку ядерної фізики в СРСР.
- 1979 — Юхан Борген, норвезький прозаїк, драматург і критик (*1902).
- 1981 — Моше Даян, ізраїльський військовий і політичний діяч. (*1915).
- 1990 — Арт Блейкі, американський джазовий барабанщик, представник стилю Хард-боп.
- 1992 — Ширлі Бут, американська акторка, одна з найперших отримала премії Оскар та Тоні.
- 2003 — Ласло Папп, угорський боксер, перший в історії триразовий олімпійський чемпіон з боксу.
- 2007 — Дебора Керр, британська актриса, володарка премії Золотий глобус та Оскар.